# GUY'S HEART -Charlie's Lupin Songs-
『GUY'S HEART -Charlie's Lupin Songs-』（ガイズ・ハート -チャーリーズ・ルパン・ソングス-）は、2002年5月22日に発売されたチャーリー・コーセイのアルバム。

## 概要
テレビアニメ『ルパン三世』の歌を再録音（他の歌手のカバーも含む）した9曲と、ルパンをイメージした新曲3曲で構成されたアルバム。プロデュースと新曲の制作には、『ルパン』の作曲家・山下毅雄の次男である山下透が携わっている。

## 収録曲
| #   | タイトル                                   | 作詞               | 作曲                  | 編曲   |
| --- | ------------------------------------------ | ------------------ | --------------------- | ------ |
| 1.  | 「ルパン三世主題歌II (Swing version)」     | 東京ムービー企画部 | 山下毅雄              | 南博   |
| 2.  | 「ルパン三世主題歌3」                      | 東京ムービー企画部 | 山下毅雄              | 南博   |
| 3.  | 「AFRO "LUPIN '68"」                       | 東京ムービー企画部 | 山下毅雄              | 南博   |
| 4.  | 「ルパン三世主題歌I (Bossa version)」      | 東京ムービー企画部 | 山下毅雄              | 南博   |
| 5.  | 「ルパン三世主題歌I (Ballad version)」     | 東京ムービー企画部 | 山下毅雄              | 南博   |
| 6.  | 「SCAT THEME」                             | -                  | 山下毅雄              | 南博   |
| 7.  | 「NICE GUY LUPIN」                         | -                  | 山下毅雄              | 南博   |
| 8.  | 「ルパン三世主題歌II (Ballad version)」    | 東京ムービー企画部 | 山下毅雄              | 南博   |
| 9.  | 「Hey Mr. Dandy」                          | CHARLIE KOSEI      | 土井淳 補作曲：山下透 | 山下透 |
| 10. | 「Sharp Work Stealer」                     | CHARLIE KOSEI      | 土井淳 補作曲：山下透 | 山下透 |
| 11. | 「Blues of the Third」                     | 山下透             | 山下透                | 山下透 |
| 12. | 「ルパン三世主題歌II (Charlie's version)」 | 東京ムービー企画部 | 山下毅雄              | -      |

## 曲解説
1. ルパン三世主題歌II (Swing version)
2. ルパン三世主題歌3
よしろう・広石のカバー。
3. AFRO "LUPIN '68"
4. ルパン三世主題歌I (Bossa version)
5. ルパン三世主題歌I (Ballad version)
6. SCAT THEME
伊集加代子のカバー。
7. NICE GUY LUPIN
伊集加代子のカバー。
8. ルパン三世主題歌II (Ballad version)
9. Hey Mr. Dandy
10. Sharp Work Stealer
11. Blues of the Third
12. ルパン三世主題歌II (Charlie's version)
チャーリーのギターによる弾き語りバージョン。

## ミュージシャン
- ピアノ：南博(#1-11)
- ベース：安ヵ川大樹(#1,3-9,11)、原健(#2,10)
- ドラムス：田原雅裕(#1-11)
- サックス：竹野昌邦(#1-11)
- ギター：三好"3吉"功郎(#2,9-11)、チャーリー・コーセイ(#12)
- コーラス：masmine(#3,4,6,7,10)